# Petra Nareks
Petra Nareks (* 27. September 1982 in Žalec) ist eine slowenische Judoka. Sie gewann sechs Medaillen bei Europameisterschaften.

## Sportliche Karriere
Die 1,63 m große Petra Nareks kämpft im Halbleichtgewicht, der Gewichtsklasse bis 52 Kilogramm. In dieser Gewichtsklasse gewann sie von 1999 bis 2009, 2011 und 2012 sowie 2014 und 2015 insgesamt 15 slowenische Meistertitel. 2016 siegte sie im Leichtgewicht, der Gewichtsklasse bis 57 Kilogramm.
1998 gewann sie eine Bronzemedaille bei den Weltjugendspielen in Moskau und wurde Dritte der Junioren-Europameisterschaften. 1999 belegte sie den fünften Platz bei den U20-Europameisterschaften, 2000 und 2001 erhielt sie eine Bronzemedaille. 2001 gewann sie außerdem eine Bronzemedaille bei den Mittelmeerspielen. Bei den Europameisterschaften 2002 in Maribor unterlag sie im Halbfinale der Spanierin Ana Carrascosa, den Kampf um Bronze gewann sie gegen die Italienerin Laura Maddaloni. Im Jahr darauf erreichte sie bei den Europameisterschaften 2003 in Düsseldorf durch einen Sieg über die Britin Georgina Singleton das Finale, dort unterlag sie der Französin Annabelle Euranie. Im Olympiajahr 2004 unterlag sie im Viertelfinale der Europameisterschaften in Bukarest der Rumänin Ioana Maria Aluaș, mit drei Siegen in der Hoffnungsrunde erkämpfte sich Nareks eine Bronzemedaille. Bei den Olympischen Spielen 2004 in Athen schied sie in der ersten Runde gegen die Algerierin Salima Souakri aus.
Bei den Europameisterschaften 2005 in Rotterdam unterlag Petra Nareks im Halbfinale Ioana Maria Aluaș, im Kampf um Bronze bezwang sie die Finnin Jaana Sundberg. Einen Monat später gewann sie eine Bronzemedaille bei den Mittelmeerspielen in Almeria. 2006 bezwang sie bei den Europameisterschaften in Tampere im Viertelfinale Jaana Sundberg. Nach Niederlagen im Halbfinale gegen die Portugiesin Telma Monteiro und im Kampf um Bronze gegen die Belgierin Ilse Heylen belegte sie den fünften Platz. Auch bei den Europameisterschaften 2007 in Belgrad unterlag sie Telma Monteiro im Halbfinale, diesmal gewann sie den Kampf um Bronze gegen Aynur Samat aus der Türkei. Die Europameisterschaften 2008 fanden in Lissabon statt. Nareks verlor im Achtelfinale gegen Ioana Maria Aluaș, kämpfte sich aber über die Hoffnungsrunde zur Bronzemedaille durch.
2009 belegte sie den fünften Platz bei den Europameisterschaften in Tiflis. Bei den Mittelmeerspielen in Pescara gewann sie zum dritten Mal in Folge eine Bronzemedaille. 2011 gewann Nareks den Titel bei den Polizei-Europameisterschaften, 2012 folgte der Sieg bei den Polizei-Weltmeisterschaften. 2013 erreichte sie bei den Mittelmeerspielen in Mersin das Finale und verlor dann gegen die Spanierin Laura Gómez. 2015 gewann sie bei den im Rahmen der Europaspiele in Baku ausgetragenen Europameisterschaften Bronze mit der slowenischen Mannschaft.